# Jeong Woo-jae
Đây là một tên người Triều Tiên, họ là Jeong.
Jeong Woo-jae (tiếng Hàn: 정우재; sinh ngày 28 tháng 6 năm 1992) là một cầu thủ bóng đá Hàn Quốc thi đấu ở vị trí hậu vệ cho Daegu FC.

## Sự nghiệp
Jeong được lựa chọn bởi Seongnam FC ở đợt tuyển quân K League 2014.
Anh chuyển đến Daegu FC vào tháng 1 năm 2016 sau một mùa giải thành công ở Chungju Hummel.